# Psychoda albidonigra
Psychoda albidonigra är en tvåvingeart som beskrevs av Tonnoir 1939. Psychoda albidonigra ingår i släktet Psychoda och familjen fjärilsmyggor.
Artens utbredningsområde är Kenya. Inga underarter finns listade i Catalogue of Life.